# Meadia roseni
Meadia roseni är en fiskart som beskrevs av Mok, Lee och Chan, 1991. Meadia roseni ingår i släktet Meadia och familjen Synaphobranchidae. Inga underarter finns listade i Catalogue of Life.